# Риччи Лопес, Маркос Рожерио
Ма́ркос Роже́рио Риччи Ло́пес по прозвищу Пара́ (порт. Marcos Rogério Ricci Lopes; родился 14 февраля 1986 года в городе Сан-Жуан-ду-Арагуая, штат Пара) — бразильский футболист, фланговый защитник (латераль).

## Биография
Маркос Рожерио Рикси Лопес родился в городе Сан-Жуан-ду-Арагуая, однако он является воспитанником футбольной школы «Санту-Андре» в штате Сан-Паулу. Учитывая то, что Маркос был выходцем из штата Пара, к нему ещё в ранние годы в среде паулистас прикрепилось прозвище, дублирующее название этого штата.
В 2002—2003 годах он выступал за состав «Санту-Андре» в возрастной категории до 17 лет, а в 2004—2006 годах — до 20 лет. В 2004 году стал привлекаться к основе, однако самый большой успех в истории клуба, когда «Санту-Андре» сумел, выступая в Серии B, выиграть Кубок Бразилии в 2004 году, прошёл без участия молодого латераля (хотя он был в заявке на турнир).
С 2006 года Пара уже более регулярно стал появляться в основе «Санту-Андре», а к 2008 году стал твёрдым титуларом. В том году команда стала чемпионом Серии A2 Лиги Паулисты, вернувшись в элитный дивизион чемпионата штата. Молодого защитника приметили селекционеры «Сантоса» и в том же году он перешёл в один из сильнейших клубов страны.
Пара довольно быстро влился в основу «Сантоса», уже в 2008 году проведя за «рыб» 15 матчей в Серии A. В 2009 году он сыграл в 33 матчах чемпионата Бразилии и в 19 — Лиги Паулисты. В 2010 году показатели были примерно теми же — 31 в Бразилейро, 20 — в чемпионате штата. В том же году Пара помог своей команде стать победителем Кубка Бразилии, благодаря чему команда приняла в 2011 году в Кубке Либертадорес. Пара принял участие в 10 матчах своей команды, и помог ей завоевать почётный трофей впервые за 48 лет. Первый финальный матч против «Пеньяроля» Пара сыграл полностью, во втором он вышел на 86 минуте на замену вместо Гансо.
В 2012 году на правах аренды перешёл в «Гремио». С 2015 года, сначала на правах аренды, а затем с полноценным контрактом, выступал за «Фламенго». Выиграл с командой ряд трофеев, в частности, два чемпионата штата (2017, 2019); доходил до финала Кубка Бразилии и Южноамериканского кубка в 2017 году; в 2018 году занял второе место в чемпионате Бразилии. В 2019 году провёл в розыгрыше Кубка Либертадорес шесть матчей. Столько же игр провёл в чемпионате Бразилии, после чего перешёл в «Сантос». В ноябре «Фламенго» выиграл как международный трофей, так и бразильскую Серию A, и таким образом Пара также постфактум стал победителем этих турниров. В розыгрыше Кубка Либертадорес 2020 вместе с «Сантосом» дошёл до финала.

## Титулы и достижения
- Чемпион штата Сан-Паулу (2): 2010, 2011
- Чемпион Лиги Паулисты в Серии A2 (1): 2008
- Чемпион штата Рио-де-Жанейро (2): 2017, 2019
- Чемпион Бразилии (1): 2019 (постфактум)
- Чемпион Кубка Бразилии (2): 2004, 2010
- Финалист Кубка Бразилии (1): 2017
- Финалист Южноамериканского кубка (1): 2017
- Победитель Кубка Либертадорес (2): 2011, 2019 (постфактум)
- Финалист Кубка Либертадорес (1): 2020